# パランブラタ・チャテルジー
パランブラタ・チャテルジー(Parambrata Chatterjee、ベンガル語পরমব্রত চট্টোপাধ্যায় ラテン文字転写 Parambrata Chattopadhyay、1981年6月27日-)は、インド西ベンガル州コルカタ出身の俳優、映画監督。

## 来歴
インド・西ベンガル州コルカタ出身。映画監督リッティク・ゴトクの孫にあたる。

## 主な出演作品

### 映画
- 女神は二度微笑む (原題 Kahaani、2012年)
- オプーのうた～『大地のうた』その後 (原題 Apur Panchali、2014年) 第27回東京国際映画祭にて上映。